# Dysaphis malidauci
Dysaphis malidauci är en insektsart. Dysaphis malidauci ingår i släktet Dysaphis och familjen långrörsbladlöss. Inga underarter finns listade i Catalogue of Life.